# Elizaveta Golovanova
Elizaveta Igorievna Golovanova (2 de abril de 1993, Smolensk, Rusia) es una modelo rusa ganadora del título Miss Rusia 2012 y representante de dicho país en el Miss Mundo 2012 y Miss Universo 2012.

## Miss Mundo 2012
Golovanova participó en el Miss Mundo 2012 que se llevó a cabo en Ordos, Mongolia; sin embargo no pudo clasificar entre las finalistas en el certamen donde resultó ganadora Yu Wenxia de China. 

## Miss Universo 2012
Elizaveta representó a su país en el certamen Miss Universo 2012, el cual se llevó a cabo en la ciudad de Las Vegas, Estados Unidos, donde se midió con otras 88 candidatas de diferentes países y regiones para ganar el título que hasta entonces ostentaba la angoleña Leila Lopes; Golovanova logró llegar hasta el top 10 del certamen siendo la mejor representación de su país desde que su paisana Vera Krasova logró ubicarse en el top 5 en el año 2008. El certamen fue ganado finalmente por la estadounidense Olivia Culpo.

## Vida personal
Ella creció en Smolensk, una ciudad aislada y pequeña, pero, con una comunidad muy unida ubicada en la región occidental rusa. A Elizaveta le encanta viajar, hacer pilates y cocinar, sin embargo, su mayor interés es tocar el piano. Recientemente, se graduó de la escuela de música con un grado de Clase de Piano y actualmente estudia Derecho en la Universidad Estatal de Moscú.
| Predecesor: Natalia Gantimurova | Miss Rusia 2012 | Sucesor: Elmira Abdrazakova |